# 尼丹姆 (阿拉巴马州)
李约瑟（英文：Needham），是美国阿拉巴马州下属的一座城市。面积约为0.57平方英里（约合1.48平方公里）。根据2010年美国人口普查，该市有人口94人，人口密度为164.34/平方英里（约合63.51/平方公里）。